# Bunken Klitplantage
Bunken Klitplantage, beliggende ca. 12 kilometer sydvest for Skagen, klemt inde mod nord af Råbjerg Mile og mod syd af et sommerhusområde og Golfklubben Hvide Klit.
Klitplantagen blev oprettet i det sidste tiår af det 1800-århundrede, blandt andet med det formål at forhindre sandflugt. 
Arealet af klitplantagen er ca. 70 ha.
Plantagen blev beplantet med skovfyr, silkagran og andre hårføre nåletræstyper. Mindre områder er forsøgsvis beplantet med eg.
Skov- og Naturstyrelsen er overordnet organ for vedligehold og pleje af plantagen. Der er etableret flere afmærkede stier i området, beregnet til vandreture.
Der er flere udsigtpunkter i plantagen, hvorfra man i godt vejr kan se Skagen, Kandestederne, Ålbæk Bugt, Hirsholmene og Frederikshavn.
Der er et rigt dyre- og planteliv i plantagen.
I plantagerne er et større marinebatteri fra anden verdenskrig. Støttepunktet kaldes Stützpunkt Aalbaek. Her var bl.a et 12cm kystbatteri. Spærrebatteriet havde havde en nu forsvunden barakby med koncertsal hvor den berømte svenske skuespillerinde og sangerinde Zarah Leander sunget for soldaterne
Klitplantagen har rummet depotbygninger og magasiner med ammunition, hvor lagerfaciliterne blev privatiseret og aktiviteterne overtaget af virksomheden Denex A/S.
Denex er et civilt firma der fremstiller og destruerer ammunition og lignende til militære og civile formål.[kilde mangler]